# Star Trek: Klasické příběhy 02/1
Star Trek: Klasické příběhy 02/1 je kniha poprvé vydaná v USA roku 1991 pod názvem Star Trek: The Classic Episodes: Volume 2.

## Úvodem o knihách
V roce 1991, v Česku o osm let později, byly knižně zpracovány přepisy všech episod televizního seriálů Star Trek, vysílaného v USA v letech 1966-1969. Přepisy byly rozděleny do šesti knih s pojmenováním Star Trek, lišících se vzájemně podtitulem:
- Star Trek: Klasické příběhy 01/1
- Star Trek: Klasické příběhy 01/2
- Star Trek: Klasické příběhy 02/1
- Star Trek: Klasické příběhy 02/2
- Star Trek: Klasické příběhy 03/1
- Star Trek: Klasické příběhy 03/2

## Obsah knihy
Publikace s českým podtitulem Klasické příběhy 02, kniha první obsahuje na prvních stranách stručné informace o třech autorech (zesnulý James Blish, D.C.Fontanová a vdova po Blishovi J.A.Lawrencová). Dále je zde krátká předmluva pro české čtenáře, týkající se nakladatelství Netopejr a odkazu na webové stránky českých příznivců Star Treku.
Následuje rozsáhlejší úvodní slovo pod název Nadpřirozená vidina od Davida Gerrolda z USA, který hodnotí události 25 let od vzniku Star Treku v hnutí fanoušků, jejich fanzinech, knihách a věnoval pár odstavců i Jamesu Blishovi, autorovi mnoha příběhů fiktivního světa Star Treku.
Zbytek knihy tvoří 11 povídek, převyprávěných scénářů jednotlivých televizních epizod. Do češtiny je přiložili Věra Ježková, Dana Mikšíková, Hana Vlčínská, Zuzana Hanešková, Jan Pavlík a Jana Vašátková. Názvy televizních epizod se oproti knižnímu přepisu lehce liší.

## Vlastní příběhy
Enterprise je kosmická loď ze Země s 400 členy posádky. Jejím kapitánem je James Kirk, ve vedení posádky je Vulkánec Spock, doktor McCoy, šéfinženýr Montgomery Scott a další.

### Návnada
V originále Catspaw, scénář napsal Robert Bloch
Na zdánlivě pusté planetě Pyris VII jsou členové obou výsadků z Enterprise zajmuti bytostmi pozemského vzhledu (Korob a krásná Sylvie), nadané čtením myšlenek a tvorbou imaginárních postav na neexistujícím hradu. Část členů výsadku jejich vlivu podlehne, Kirk však jejich moc úskoky zlomí a obě mimozemská stvoření zahynou.

### Proměny
V originále Metamorphosis, autor scénáře Gene L.Coon
Na výsadkovém člunu z Enterprise se Kirk a několik kolegů vč.doprovázející nemocnou komisařku slečnu Hedfordovou dostanou k jakési planetě a jsou jí přitaženi. Na povrchu nachází člověka, věhlasného vědce ze Země starého 150 let vyhlížející jako mladý muž. Jeho omládnutí i přitažení posádky má na svědomí téměř neviditelná bytost ve tvaru barevného víru. Ona bytost posléze vstoupí do slečny Hedfordové a ta i s omládnutým vědcem na planetě zůstává. Kirk s kolegy odlétá.

### Páteční dítě
Scénář od D.C.Fontana, název v originále Friday’s Child
Z pověření Federace Kirk s kolegy Spockem a McCoyem navštěvuje planetu Ceres, kde žije kmenové společenství pocházející ze Země, žijící ve stanech jako indiánské kmeny. Na planetě je potřebný nerost a Kirk má domluvit těžební práva. Stejný zájem má i Říše Klingonů, jejichž loď v nepřítomnosti Kirka Enterprise odláká. Mezi kmenovými náčelníky dojde k soubojům přes právě narozené dítě (následníka, budoucího vůdce kmenů), komu těžební práva prodat. Enterprise Klingony zažene, vyšle výsadek na planetu a pomůže Kirkovi ve svízelné situaci, který nakonec práva k těžbě získá. Dítě kmenové souboje přežije.

### Kdo truchlí pro Adonise
V originále Who Mourns for Adonais?, scénář od G.Ralsiona a Gene Coona
Enterprise je zastavena na své cestě vesmírem rukou, tváří boha Apollona. Donutí Kirka s výsadkem přenést se do jeho paláce, dokazuje jim svou božskou moc i znalost historie Země, svede krásnou členku posádky ( a na konci McCoy zjišťuje její otěhotnění) a teprve když je všemi odmítnut, propustí je a zmizí.

### Čas amoku
V originále Amok Time, autor scénáře Theodore Sturgeon
Na Spocka dolehne jeho nutkavá biologická potřeba k ceremoniálnímu aktu spáření. Na Vulkám jej doprovodí Kirk a McCoy. Na planetě dojde k vynucenému souboji před nevěstou a jejím doprovodem mezi Kirklem a Spockem. Kirk s neznalostí zbraní podléhá, doktor jej však injekcí simulující smrt zachraňuje. Po návratu na Enterprise celá trojice v čele s truchlícím a zotaveným Spockem sleduje obživnutí Kirka, vše dopadlo dobře a loď odlétá za svými povinnostmi.

### Stroj zkázy
Scénář je od Normana Spinrada a v originále je to The Doomsday Machine
Enterprise nalézá poničenou loď Constellation ze Země a poblíž trosky několika planet. Přežil jen kapitán Decker. Vše má na svědomí obrovský robot ničitel - požírač planet, pozůstatek nějaké civilizace. Kirk z paluby Constellation ve spolupráci se Spockem na Enterprise ničitele, který má namířeno k dalším obývaným planetám, zničí.

### Vlk v ovčinci
V originále Wolf In the Fold, scénář napsal Robert Bloch.
Kirk, Scott, McCoy se zastaví na planetě Argelius, aby se pobavili v kavárně s krásnými tanečnicemi. Zamilovaný Scott s tou nejkrásnější vyjde na procházku a je krátce poté nalezen v těžkém šoku s nožem v ruce nad její mrtvolou. Je odveden k výslechu do místnosti kavárny a vzápětí v ní dochází k další vraždě vyšetřovatelky, opět je podezřelý Scott. Místní velitel Hengist žádá potrestání, mučení. Je vedeno další šetření místní šamankou, vzápětí poté je zavražděna i ona. Pak se všichni vyšetřující přenesou na Enterprise, kde se s pomocí počítače zjistí, že vše způsobila zlá síla, Jack Rozparovač v postavě Hengista. Po odhalení začne posádku zastrašovat, doktor tedy rychle všechny naočkuje sérem dobré nálady. Pak entita zla loď ochromí, převtělí se, ovšem i tak je přemožena a vypuštěna do vesmíru k samovolnému zániku.

### Podvrženec
V originále The Changeling, scénář je od Johna Lucase.
Enterprise nachází dvě kdysi obydlené planety pusté a poblíž sondu se jmenující jako Nomád, která lidi vyhubila. Postupně zjišťují, že byla vyslána ze Země v roce 2002, téměř zničena, pak na své pouti potkává jinou, nepozemskou sondu. Od ní převezme program, který v kombinaci s vlastním porouchaným programem znamená smrtelné nebezpečí všem humanoidům. Kirk sondou považovaný za stvořitele (záměna jmen) dokáže vražednou logiku automatu zviklat a sondu nakonec zničit.

### Jablko
Scénář napsal Max Ehrlich, v angličtině The Apple
Na vizuálně nádherné planetě Gamma Trianguli VI výsadek z Enterprise nachází malou osadu lidí, sloužící automatu Vaal ve tvaru jeskyně ve skále, který jim za to poskytuje klamné štěstí, ovšem bez dětí a rozvoje osady. Automat narušitele z Enterprise napadá, dva členy výsadku zabije, ohrožuje i existenci Enterprise. Kirk zamezí osadníkům Vaal krmit a nechá jej ostřelovat z Enterprise, čímž jej nakonec zlikviduje. Osadníci začínají žít normálně.

### Zrcadlo, zrcadlo
V originále Mirror, Mirror, scénář napsal Jerome Bixby
Kirk a trojice z jeho posádky se po marném přesvědčování rady planety Halkandu vrací na svou Enterprise, avšak během přenosu se dostanou do paralelního vesmíru. A zjišťují, že na zdejší Enterprise je posádka plná zlých dvojníků, kdežto na jejich loď se přenesli dvojníci Kirka. Zatímco "zlou" čtveřici Spock na pravé Enterprise ihned odhalí a internuje, hodný Kirk na "zlé" Enterprise se musí přizpůsobit situaci, zamezit vyhubení obyvatelstva Halkandu a připraví se na zpětný přenos. Těsně předtím je "zlým" Spockem odhalen, po rozmluvě na základě logické úvahy o zbytečnosti bezhlavého ničení je Spock propustí. takže se obě čtveřice vrací do "svých" vesmírů.

### Vražedné roky
Anglicky The Deadly Years, scénář napsal David Harmon
Výsadek z Enterprise na planetě Gamma Hydry IV nachází přestárlé obyvatele vědecké stanice a sami se nakazí. Po návratu na loď stárnou denně o 30 let, Kirk byl pro začínající senilitu zbaven velení. V době hrozícího útoku Romulanů se podaří nalézt lék a uzdravující Kirk lstí s lodí z ohrožení uniká.

### Trable s tribbly
Scénář napsal David Gerrold, v originále je název The Trouble With Tribbles.
Tribblové byli malá přítulná stvořeníčka, ovšem velice žravá a obrovským tempem se množící. Ve sporu o převzetí Shermanovy planety mezi Federací a Klingony byli tribblové nakaženi zvědem Klingonů, aby sežrali zásoby upravené pšenice a dokázali neschopnost Federace dobře využívat planetu. Kirkovi lidé podvodné jednání odhalí, Klingoni neradi odlétají, ale Scott jim na památku na palubu přenese hromadu tribblů.

### Chléb a hry
Scénář napsali Gene Roddenberry a Gene Coon. V angličtině Bread and Circuses
Enterprise nachází dávno ztracené členy malé průzkumné expedice vedené kapitánem Merrickem na planetě, kde vládne vyspělejší druh Římské říše s gladiátorskými souboji a otroctvím. Kirk a jeho lidé jsou zde zajati, donuceni bojovat v aréně, Merrick je zabit a až na poslední chvíli Kirkova skupina uniká na Enterprise. Planetu zanechávají přirozenému vývoji.

## České vydání knihy
V roce 1999 knihu vydalo nakladatelství Netopejr (Karel Petřík) jako svou 30 publikaci v nákladu 2300 výtisků.. Brožovaná kniha má 378 stran a je opatřena barevnou obálkou (téměř stejná pro všech šest knih), stála 167 Kč.